# Скрибоній (цар Боспору)
Скрибоній (*Σκριβονιος, Scribonius, д/н — бл. 15 до н. е.) — цар Боспору в 17—15 до н. е. роках.

## Життєпис
Походження Скрибонія достеменно незрозуміле: за одними відомостями був римським вільновідпущенником, за іншими — представником знаті з Колхіди. Діон Кассій зазначав, що Скрибоній видавав себе за онука Мітрідата VI, царя Понту і Боспору, в той же час стверджував, що отримав свою владу від римського імператора Августа.
Близько 17 року до н. е. Скрибоній виступив проти царя Асандра, якого зрадило власне військо, й той загинув. Втім, владу перебрала дружина останнього Динамія. Тому Скрибоній затвердився в Боспорі не відразу. Невідомо, за яких обставин вдалося Скрибонію здобути перемогу, але довелося вступити в шлюб з Динамією. Події на Боспорі послужили приводом до втручання Римської імперії у внутрішні справи Боспорського царства.
Марк Віпсаній Агріппа, що був у той час на Сході і повновладно розпоряджався там на підставі свого imperium maius, доручив Полемону виступити проти Скрибонія, але в цей час боспорці невдоволені тиранією Скрибонія або внаслідок змови Асандра II, вбили Скрибонія. Після цього почалася боротьба Асандра II з Полемоном.